# ديربي الشاطئ
ديربي مخيم الشاطئ أو ديربي المخيم أو ديربي الشاطئ ولكن الاسم الأكثر شيوعاً هو ديربي أبناء البحرية وهو الديربي الذي يجمع نادي خدمات الشاطئ بنادي الصداقة في قطاع غزة.

## الفرق
- نادي خدمات الشاطئ
- نادي الصداقة